# Modisimus tortuguero
Modisimus tortuguero is een spinnensoort uit de familie trilspinnen (Pholcidae). De soort komt voor in Costa Rica.